# 2000年シドニーオリンピックのベトナム選手団
2000年シドニーオリンピックのベトナム選手団（2000ねんシドニーオリンピックのベトナムせんしゅだん）は、2000年9月15日から10月1日にかけてオーストラリアのニューサウスウェールズ州シドニーで開催された2000年シドニーオリンピックのベトナム選手団、およびその競技結果。

## 概要
今大会は銀メダル個を獲得した。
テコンドー女子57kg級でトラン・ヒエン・ヌンが銀メダルを獲得し、ベトナムに初めてのオリンピックのメダルをもたらした。

## メダル
| メダル | 選手名               | 競技       | 種目       |
| ------ | -------------------- | ---------- | ---------- |
| 銀     | トラン・ヒエン・ヌン | テコンドー | 女子57kg級 |